# أويرا ماركيز
أويرا دي أوليفيرا ماركيز من مواليد 22 يوليو 1993 لاعب كرة قدم برازيلي يلعب في الدفاع.

## روابط خارجية
أويرا ماركيز على موقع قاعدة بيانات كرة القدم.إي يو (الإنجليزية)
- أويرا ماركيز على موقع Soccerway.com (الإنجليزية)